# Metalegoceras
Metalegoceras Schindewolf, 1931 è un genere di molluschi cefalopodi estinti appartenente alle ammoniti (sottoclasse Ammonoidea). Questo genere fa parte delle goniatiti, ammonoidi primitivi diffusi nell'era paleozoica, ed è documentato dal Sakmariano (Permiano Inferiore) al Wordiano, (Permiano Superiore). Questa forma è diffusa soprattutto in estremo oriente, Australia e America settentrionale.

## Descrizione
Conchiglia con avvolgimento planispirale, da evoluta a moderatamente involuta, notevolmente depressa (fino a cadicona o sferocona), con moderato ricoprimento tra i giri successivi. Ombelico largo e molto profondo, delimitato da un margine netto e angoloso, elevato, sub-verticale. 

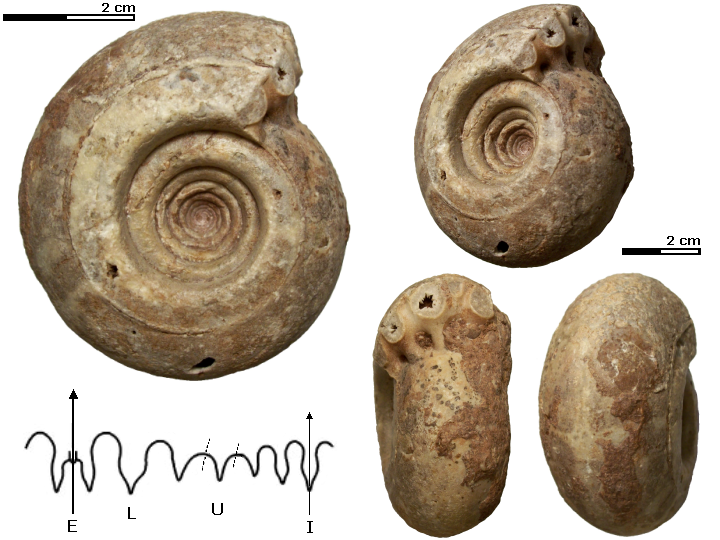
Ammonite appartenente al genere Metalegoceras SCHINDEWOLF. Dal Permiano di Timor est. L'esemplare è un fragmocono. Dimensioni: diametro massimo = 8.4 cm; larghezza massima del giro = 4.4 cm. Si tratta di una forma tendenzialmente evoluta. Riportato un esempio tipico di sutura (non visibile nell'esemplare), con l'indicazione dei lobi: E (esterno o ventrale), L (laterale), I (interno o dorsale); tra L e I sono presenti i lobi ombelicali (U). Le frecce indicano la direzione dell'apertura della conchiglia.

I numerosi giri interni e il profilo scalare dell'ombelico danno a questo elemento un tipico aspetto a “imbuto”, presente in molte specie. L'ornamentazione è assente in diverse specie nell'adulto; ove presente, è caratterizzata da lirae longitudinali (a decorso spirale) e in alcune forme da nodi in posizione latero-ventrale. Ventre da debolmente arrotondato (tendenzialmente appiattito) ad arrotondato, privo di solchi o carene. La sezione dei giri nell'adulto è sub-ovale o sub-trapezoidale. Sutura goniatitica mediamente complessa, notevolmente simmetrica nei segmenti ventrale e dorsale; selle arrotondate e lobo laterale sviluppato; lobi (tipicamente sette) di forma marcatamente appuntita; lobo esterno (ventrale) suddiviso da una sella. Le dimensioni (diametro massimo) sono da centimetriche a decimetriche.

## Distribuzione
Si tratta di una forma diffusa e frequente nei depositi di mare epicontinentale. Segnalato soprattutto in Asia centrale, Cina e sud-est asiatico (Indonesia), Australia, Golfo persico (Oman), America settentrionale.

## Classificazione
Il genere comprende una quarantina di specie. Le forme provenienti dall'Indonesia sono spesso riportate (anche nel web) con il nome generico Paralegoceras, ora obsoleto. Metalegoceras evolutum (HANIEL, 1915) (= Paralegoceras sundaicum forma evoluta HANIEL), da Timor (Indonesia) è la specie nominale del genere Metalegoceras.

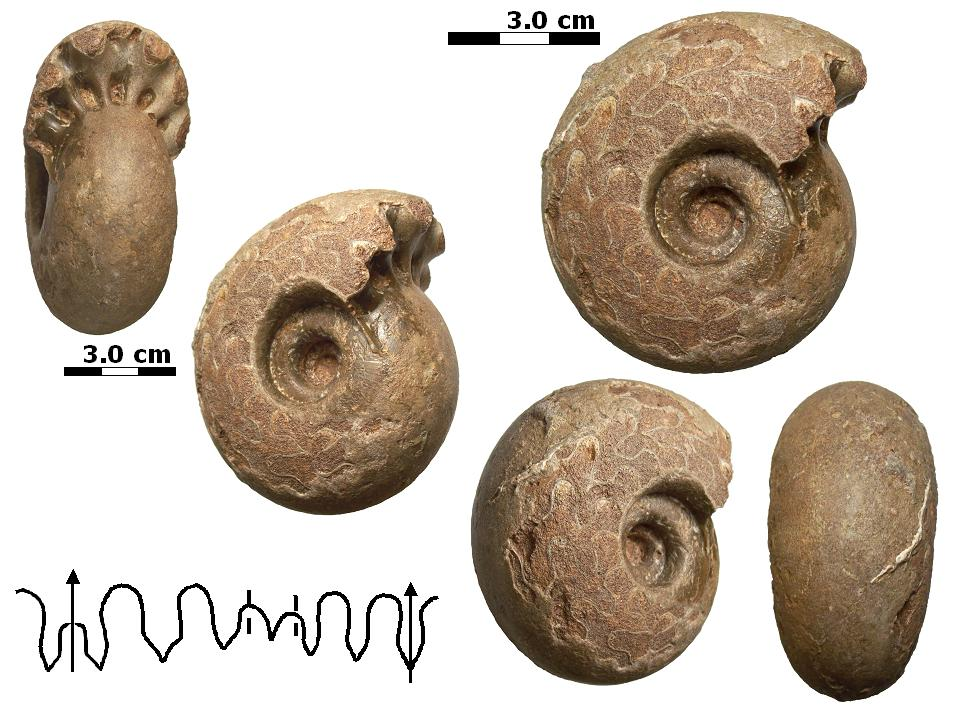
Ammonite appartenente al genere Metalegoceras SCHINDEWOLF. Permiano di Timor est. Fragmocono parzialmente decorticato con la sutura in evidenza. Dimensioni: diametro massimo = 7.4 cm; larghezza massima del giro = 4.0 cm. Riportata la sutura (le frecce indicano la direzione dell'apertura della conchiglia). Rispetto alla specie illustrata nell'immagine sopra, si tratta di una forma decisamente più involuta.

## Habitat
Forma di profondità moderata, entro i limiti della piattaforma continentale. Considerata la morfologia sferoidale e l'ombelico molto profondo non si trattava probabilmente di un nuotatore veloce.